# Дэвидсон, Филипп Бафорд
Филипп Бафорд Дэвидсон-младший (англ. Phillip Buford Davidson, Jr.) — американский военный разведчик, историк войны США во Вьетнаме.

## Биография
Филипп Дэвидсон родился 26 ноября 1915 года в Хачита, Нью-Мексико. Выбрал карьеру военного, окончив Вест-Пойнт в 1939 году. Участвовал во Второй мировой войне, находясь на должности помощника начальника разведки 96-й пехотной дивизии США, а затем командовал эскадроном в 3-й армии.
После войны служил инструктором в Армейской школе разведки (Форт-Ливенуорт, Канзас). В ходе Корейской войны занимал должность начальника отдела планирования и оценок в штабе генерала Макартура.
Во время Вьетнамской войны Дэвидсон в 1967—1969 годах был начальником армейской разведки США во Вьетнаме. После этого он командовал тренировочным центром Армии в Форт-Орд (Калифорния). В 1971—1972 годах был помощником начальника разведки в штаб-квартире департамента армии. Дослужился до звания генерал-лейтенанта.
Автор книг «Воюющий Вьетнам: История, 1946—1975» (Vietnam at War: The History 1946—1975) (1988) и «Тайны Вьетнамской войны» (Secrets of the Vietnam War) (1990).
Умер 7 февраля 1996 года в Сан-Антонио, Техас. Похоронен на Арлингтонском национальном кладбище.
В России определённую известность получила книга Дэвидсона «Воюющий Вьетнам: История, 1946—1975», выпущенная издательствами «Изографус» и «Эксмо» в 2002 году под названием «Война во Вьетнаме (1946—1975)». Книга охватывает широкий спектр стратегических вопросов, намного меньше внимания уделяя описанию конкретных событий. В настоящее время эта книга остаётся единственным фундаментальным трудом по теме Индокитайской и Вьетнамской войн, переведённым на русский язык.
Имя  Дэвидсона увековечено в Зале славы военной разведки США.